# Laufrad (Kleintier)

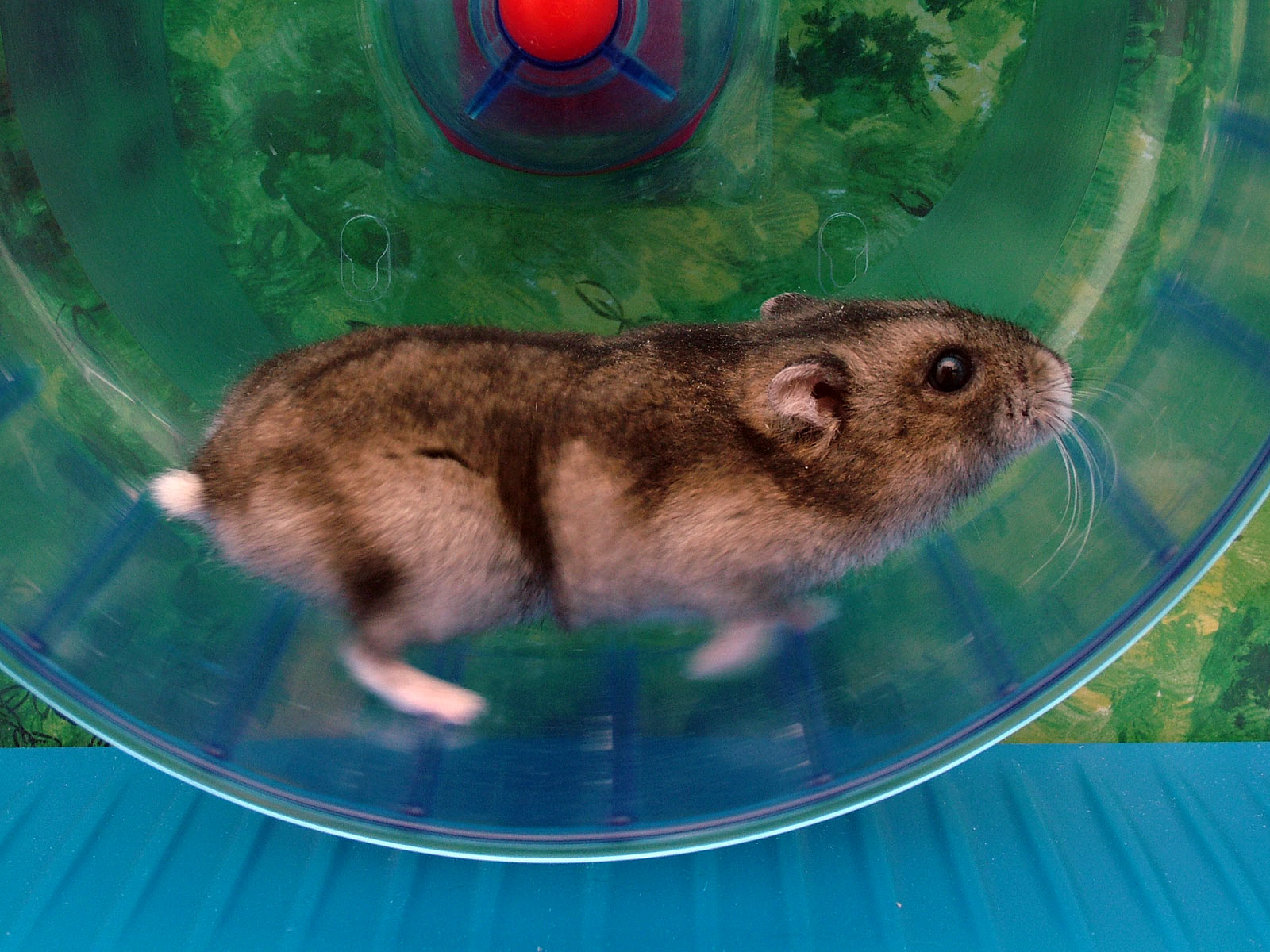
Zwerghamster im Laufrad

Ein Laufrad (umgangssprachlich oft Hamsterrad) ist eine Vorrichtung, welche in der Heimtierhaltung in Kleinsäugerkäfigen aufgestellt oder angebracht wird und dazu dient, den Bewegungsdrang der Tiere zu befriedigen (siehe Enrichment). Üblicherweise sind Hamstergehege mit Laufrädern ausgestattet, aber auch andere Kleinnager wie Farbmäuse, Farbratten, Rennmäuse, Chinchillas, Lemminge oder Degus laufen in solchen Rädern – wobei es nicht bei jeder Tierart notwendig oder sinnvoll ist und ein Laufrad nie Ersatz für einen artgerecht dimensionierten und eingerichteten Käfig oder für Auslaufmöglichkeiten sein sollte.
Die kugelförmige Variante des Joggingballs für Kleintiere ist aus tierschutzrechtlichen Gründen umstritten, da das eingeschlossene Tier den Ball nicht ohne Hilfe des Menschen verlassen kann.
Für die menschliche Nutzung gibt es ähnliche, ballförmige Konstruktionen, die im Freizeitbereich an Land (Zorbing) oder im Wasser (Megaball) zum Einsatz kommen.

## Form und Funktion
Ein Laufrad hat die Form einer Trommel, die um ihre horizontal angeordnete Rotationsachse drehbar gelagert ist. Der Antrieb erfolgt ausschließlich durch die Muskelkraft des in ihm laufenden Tieres. Zweck des Laufrades ist nicht, eine Fortbewegung zu erzielen, sondern durch seine stationäre und frei drehende Aufhängung trotz der beschränkten Abmessungen des Geheges eine (scheinbar) endlose Laufbahn für das Kleintier zur Verfügung zu stellen, ähnlich wie bei einer Tretmühle. Die eigentliche Lauffläche ist die Innenfläche des umfänglichen Zylindermantels. Das Tier kann durch die offene Seite in das Rad hinein klettern und läuft in eine Richtung los; das Rad gibt dem Gewicht des Tieres nach und dreht sich. Auf ähnliche Weise sollen Hamsterkugeln den Bewegungsdrang kleiner Tiere befriedigen.

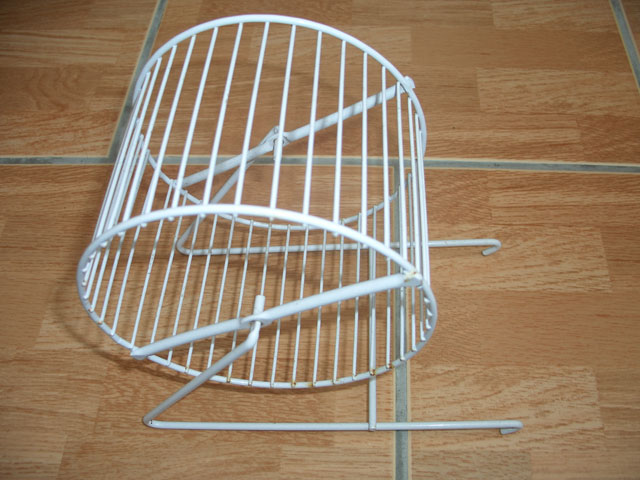
Ein als tierschutzwidrig eingestuftes Drahtlaufrad

Laufräder werden in verschiedenen Größen und aus verschiedenen Materialien angeboten, üblich sind Holz, Kunststoff oder auch Drahtkonstruktionen. Letztere sind nicht unumstritten und werden allgemein als tierschutzwidrig angesehen. Drahtgitter-Laufräder können zu schweren Verletzungen führen. So kann es bei Rädern mit nicht geschlossener, nur aus Draht-Quersprossen bestehender Lauffläche sowie Rädern mit an der Aufhängungsseite offener Rückwand zu Quetschungen, Knochenbrüchen, Schwanzverletzungen, Ballenerkrankungen oder gar dem Verlust von Gliedmaßen kommen. Besonders gefährlich sind Laufräder mit offenen Einstiegsseiten, bei denen die Tiere zwischen den Radspeichen und der Aufhängung des Rades eingeklemmt werden können („Schereneffekt“).
Ein im Verhältnis zur Körperlänge zu kleiner Durchmesser des Rades, bei dem das Tier mit durchgebogenem Rücken laufen muss, kann Schäden an der Wirbelsäule (Senkrücken) verursachen, daher  werden für unterschiedliche Tierarten verschiedenen Mindestdurchmesser empfohlen:
- Zwerghamster: Mindestdurchmesser von etwa 20–25 cm
- Goldhamster: Mindestdurchmesser von 30 cm,
- Mäuse: Mindestdurchmesser von 25 cm,
- Degus: Mindestdurchmesser von 30 cm (optimal wären jedoch 35–40 cm),
- Ratten: Mindestdurchmesser von 40 cm (bei größeren Tieren mit längeren Schwänzen bis zu 100 cm),
- Chinchillas: Mindestgröße von 50 – 60 cm.

## Das Laufrad in der Forschung
In der Wissenschaft nutzen zahlreiche Experimente mit Kleinsäugern Laufräder, um die Auswirkung von körperlicher Betätigung oder die Motivation sich eine Belohnung zu erarbeiten näher zu erforschen. Dabei stellte man fest, dass in der freien Wildbahn auch zahlreiche andere Tierarten, wie wilde Mäusearten und Ratten, Spitzmäuse und sogar Frösche die von Forschern aufgestellte Laufräder freiwillig nutzten. Die Kamerafallen zeigten außerdem, dass 88 Prozent der gefilmten Tiere Mäuse waren und dass die Laufzeiten in der Natur sich nicht von denen in Käfigen unterschieden. Die Laufräder wurden auch ohne als Lockmittel platziertes Futter genutzt, daher geht das Forscherteam an der niederländischen Universität Leiden davon aus, dass die körperliche Betätigung in der Natur der kleinen Nagetiere liegt.
In Experimenten mit Ratten wurde festgestellt, dass sportliche Aktivität im Laufrad mit einem geringeren Interesse an bestimmten Drogen einhergeht. Der Nachweis wurde von zwei Gruppen erbracht, von denen die eine regelmäßigen Zugang zum Laufrad hatte, so dass mehr körpereigenes Dopamin gebildet wurde. Daher zeigte die Gruppe, der an körperliche Betätigung gewöhnten Ratten, deutlich weniger Interesse an der Gabe von Amphetaminen. Das Fazit der Forscher lautete, dass Sport zwar eine präventive Funktion einnehmen könne, da das Verlangen nach bewusstseinsverändernden Substanzen geringer ist. Dabei kommt es jedoch auch auf dem Umfang der Aktivitäten an, die unter bestimmten Umständen ebenfalls einen suchtähnlichen Charakter annehmen können.

## Varianten

### Laufscheiben oder -teller
Alternativ zu den üblichen Laufrädern werden auch Laufscheiben oder Laufteller unter anderem unter dem Handelsnamen Flying Saucer angeboten. Diese bestehen aus einer scheibenförmigen Lauffläche mit außen aufgewölbtem Rand, ähnlich einer flachen Schüssel, welche in einer leicht aus der Vertikalen geneigten Achse drehbar gelagert ist. Auch hier läuft das Tier auf dem aufwärts geneigten Sektor der Fläche auf der Linie einer Kreissekante stetig „bergauf“ und versetzt dabei durch sein Gewicht die Scheibe in Drehung.

### Turnspit Wheel

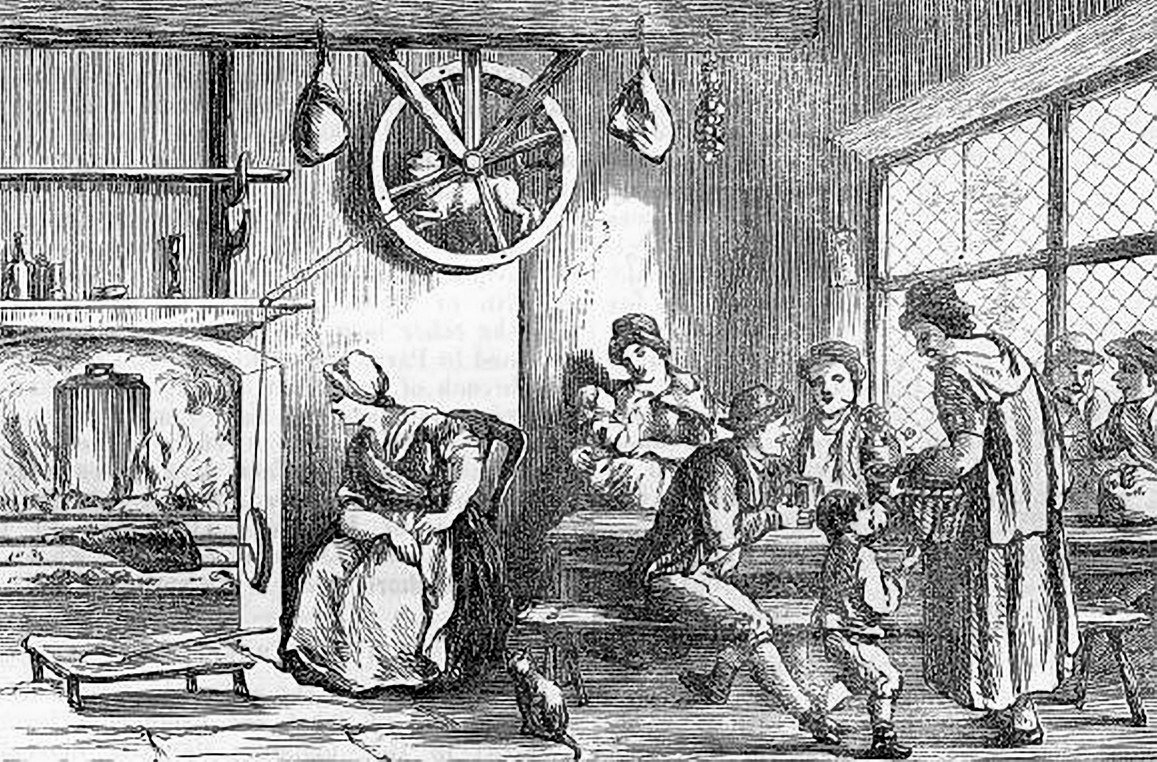
Ein Turnspit-Hund bei der Arbeit

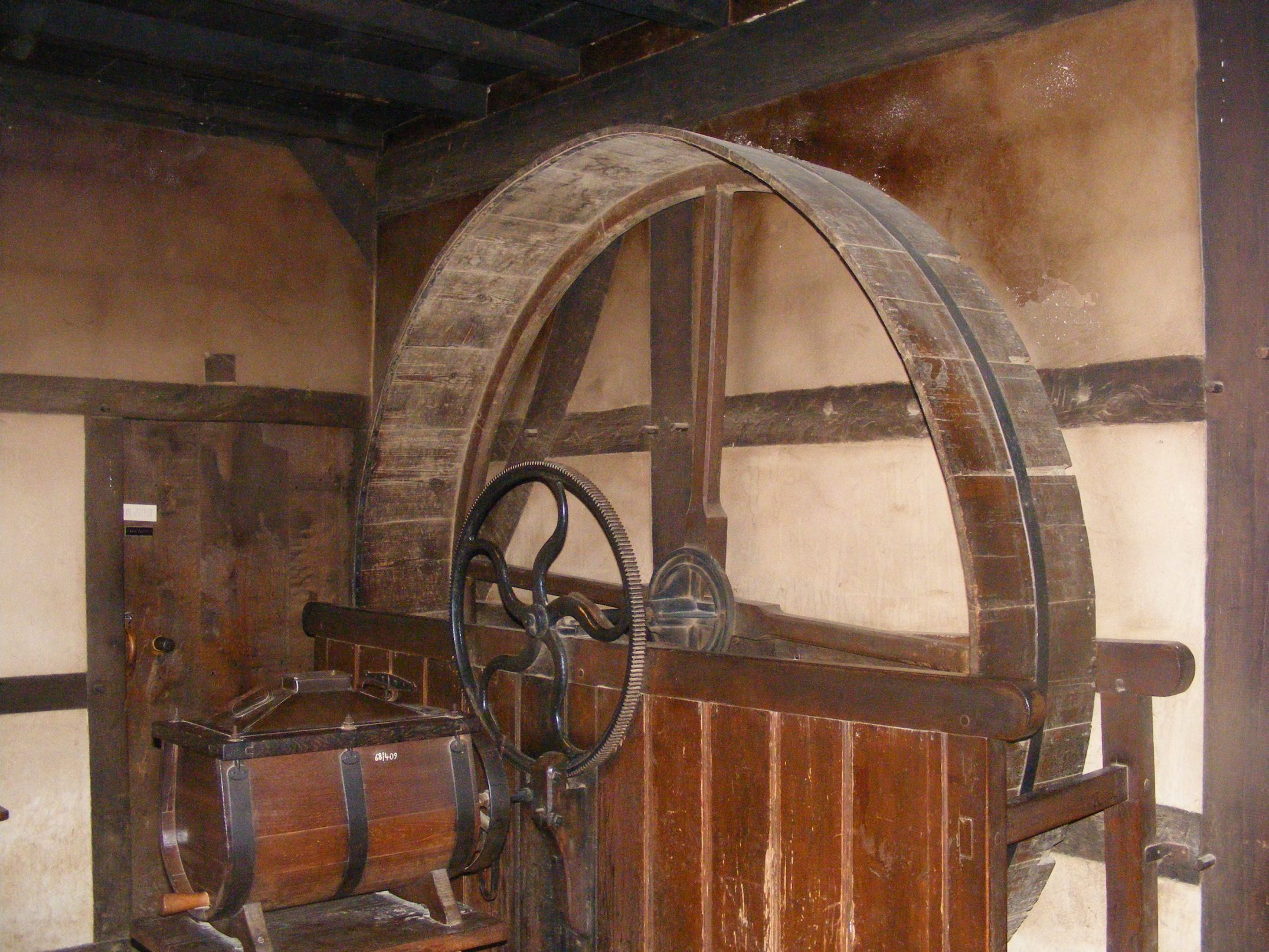
Antrieb eines Butterfasses durch ein Hundelaufrad in einem Gehöft im Rheinland, 19. Jahrhundert

Eine praktische Bedeutung hatten von Hunden betriebene Laufräder vor dem Zeitalter der Elektrifizierung: Im 18. Jahrhundert wurden in Großbritannien kleine Hunde, sogenannte Turnspit Dogs (engl. für Spießdrehhund), dazu gezüchtet und ausgebildet, in kleinen Tretmühlen Drehspieße über dem Ofen anzutreiben. Diese Drehspieße nannte man Turnspit, das Laufrad Dog Wheel oder Turnspit Wheel. Auch an anderen Stellen fand der Hundeantrieb Verwendung.

## Sprichwörtliches Hamsterrad
Das Hamsterrad wird als Sinnbild bzw. Metapher gesehen für ein von Routine und immer wiederkehrenden Abläufen geprägtes menschliches Leben.